# Slovenska vesoljska agencija
Slovenska vesoljska agencija (SVA) je slovenska civilna ustanova za raziskovanje Vesolja v ustanavljanju. Pobuda za ustanovitev je prišla leta 2001.